# Alter Kahn und junge Liebe (1973)
Alter Kahn und junge Liebe ist ein Musikfilm aus dem Jahr 1973. Drehorte waren Meersburg, der Bodensee, der Rheinfall und der Rhein bis Amsterdam. Roy Black und Willy Millowitsch singen im Film verschiedene Lieder. Weitere tragende Rollen spielen Barbara Nielsen, Peter Millowitsch und Jutta Speidel. Die Erstaufführung des Films war am 19. September 1973.
Dieser Film ist nicht identisch mit dem 1956/57 gedrehten DEFA-Film Alter Kahn und junge Liebe mit Götz George und Kurt Schmidtchen.

## Handlung
In Meersburg rüsten Automechaniker Mark Tanner und sein Freund Ulli Specht ein Segelboot namens Bella Marie aus, um es für einen Generaldirektor über den Rhein nach Amsterdam zu überführen. Auf der Hinfahrt nach Meersburg lesen sie am Straßenrand die blonde Reiseleiterin Petra Hauser auf, die eine Busreise von Meersburg nach Amsterdam begleitet. Ein streunender Hund und die Schifferstochter Elke Steubels gesellen sich ebenfalls zu den Schiffsreisenden.
In der Folge begegnen sich die Schiffsüberführer und die Busreiseleiterin in Meersburg und in den Rheinhäfen. Die Schiffsreise führt vorbei an den Burgen, die entlang des Rheins liegen, und gestattet einen Blick auf den Rheinfall von Schaffhausen bei starker Wasserführung. Höhepunkt der Reise ist ein Weinfest bei dem Winzer Jupp König. Nachdem die vorgesehenen Sänger kurzfristig abgesagt haben, übernehmen Mark Tanner, die kleine Anita sowie Jupp König selbst wie selbstverständlich die Gesangseinlagen.
Zwischen Mark und Petra ist mehr als nur Sympathie, doch erst nachdem Petra ihren zudringlichen Verehrer Rob abgewiesen hat, um dann ihrerseits auf Elke eifersüchtig zu sein, finden die beiden zueinander, während Elke sich mit Ulli zusammentut. In Amsterdam erhält die Schiffscrew die Nachricht, dass das Boot an den Bodensee rücküberführt werden soll. Für Mark und Petra ist das eine willkommene Gelegenheit, die Rückreise gemeinsam zu verbringen.

## Die Bodensee-Kulisse
Im Film erscheint die Stadtkulisse von Meersburg aus dem Jahr 1973. Zu sehen sind der Marktplatz mit Obertor und dem historischen Gasthof Bären, die Unterstadt mit dem Schiffshafen, dem Gondelehafen und dem Blick aufwärts zum Barockensemble des ehemaligen Reithofs und des Priesterseminars. Ferner werden die gesamte Unterstadt vom See aus, der Überlinger See und die Wallfahrtskirche Birnau gezeigt, außerdem die Verladung des Segelboots auf die Bahn zur Umgehung des Rheinfalls.
Handlung und Drehorte des Films lehnen sich stark an jene des zwölf Jahre vorher gedrehten Films Drei Mann in einem Boot an.

## Musiktitel
- Hier und mit Dir – von Roy Black
- Bella Marie – Roy Black
- Horch, was kommt von draußen rein? – Roy Black
- Warum sind die Männer so müde – Rut Rex
- Heile, heile Gänschen – Roy Black
- Wir sind alle kleine Sünderlein – Willy Millowitsch
- Sag mir, was ist Glück – Roy Black und Anita Hegerland
- Guten Abend, gute Nacht – Roy Black
- Liebe ist kein Märchen – Roy Black

## DVD
Alter Kahn und junge Liebe erschien am 17. März 2011 bei dem Anbieter Kinowelt auf DVD.

## Trivia
In einer Szene beim Winzerfest will Elke mit Ulli Brüderschaft trinken. Da die beiden dies mit geschlossenen Augen tun, bemerkt Ulli zunächst nicht, dass Elke mit ihrem Onkel Jupp den Platz tauscht. Als er es herausfindet, sagt er zu Jupp König: „Na, Sie müssten mein Vater sein!“ Dies spielt darauf an, dass es sich bei den Darstellern der Rollen (Peter Millowitsch und Willy Millowitsch) tatsächlich um Vater und Sohn handelt.

## Kritik
Film-Dienst: „‘Volksunterhaltung’ mit einer Mischung aus falschen Gefühlen, Schlagern, schönen Landschaften und Klamauk.“